# Tetracme recurvata
Tetracme recurvata är en korsblommig växtart som beskrevs av Aleksandr Andrejevitj Bunge. Tetracme recurvata ingår i släktet Tetracme och familjen korsblommiga växter. Inga underarter finns listade i Catalogue of Life.